# Rivalità Griffith-Benvenuti
La rivalità Griffith-Benvenuti fa riferimento al dualismo pugilistico che ha segnato le carriere di Emile Griffith e Nino Benvenuti.

## Trilogia

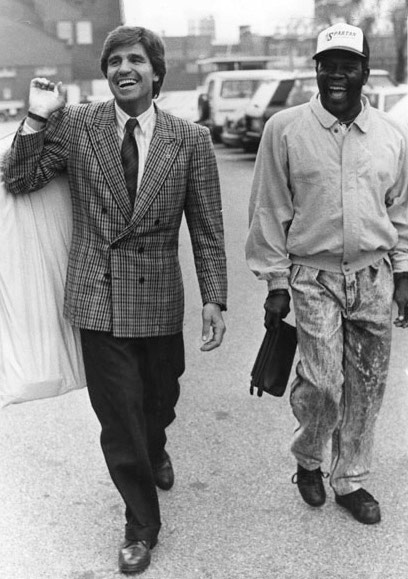
Benvenuti e Griffith insieme a Roma negli anni ottanta. Dopo il ritiro dall'attività agonistica Benvenuti strinse amicizia con il rivale

Di seguito, la lista dei tre incontri:
| Vincitore      | Sconfitto      | Causa                 | Ripresa | Luogo                | Data              | Note                                                           |
| -------------- | -------------- | --------------------- | ------- | -------------------- | ----------------- | -------------------------------------------------------------- |
| Nino Benvenuti | Emile Griffith | Decisione unanime     | 15 (15) | New York Stati Uniti | 17 aprile 1967    | Incontro valido per il titolo mondiale dei pesi medi WBA & WBC |
| Emile Griffith | Nino Benvenuti | Decisione non unanime | 15 (15) | New York Stati Uniti | 29 settembre 1967 | Incontro valido per il titolo mondiale dei pesi medi WBA & WBC |
| Nino Benvenuti | Emile Griffith | Decisione unanime     | 15 (15) | New York Stati Uniti | 4 marzo 1968      | Incontro valido per il titolo mondiale dei pesi medi WBA & WBC |

Il bilancio complessivo è di 2 vittorie per Benvenuti, con un successo per Griffith.

## Record complessivo

### Professionismo
| Pugile         | Incontri totali | Vittorie (KO) | Sconfitte (KO) | Pareggi | No contest |
| -------------- | --------------- | ------------- | -------------- | ------- | ---------- |
| Emile Griffith | 112             | 85 (23)       | 24 (2)         | 2       | 0          |
| Nino Benvenuti | 90              | 82 (35)       | 7 (2)          | 1       | 0          |